# Ceriana gambiana
Ceriana gambiana är en tvåvingeart som först beskrevs av Saunders 1845.  Ceriana gambiana ingår i släktet griffelblomflugor, och familjen blomflugor. Inga underarter finns listade i Catalogue of Life.